# Amyloidkaskadhypotesen
Amyloidkaskadhypotesen är den mest accepterade hypotesen om vad som orsakar Alzheimers sjukdom. Hypotesen utgår från att amyloid beta-peptider (Aβ) ansamlas i hjärnan. Ansamlingar i form av plack stör signalering mellan nervceller och leder till nervcellsdöd vid Alzheimers sjukdom. Hypotesen stöds av en mängd genetiska, neuropatologiska, neurokemiska och experimentella data men är fortfarande omdiskuterad. Detta beror främst på att en del människor verkar tåla ganska stor ansamling av Aβ i hjärnan utan att uppvisa tydliga kognitiva symtom.